# Charles A. Pownall
Charles Alan Pownall (ur. 4 października 1887, zm. 19 lipca 1975) − kontradmirał United States Navy i gubernator wyspy Guam (30 maja 1946 – 27 września 1949). Był trzecim gubernatorem i pierwszym gubernatorem z ramienia US Navy po odbiciu wyspy przez Stany Zjednoczone z rąk Japończyków.

## Przebieg służby

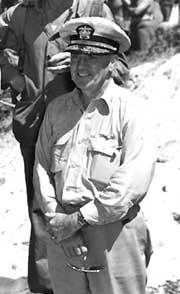
Charles Pownall po zdobyciu Roi-Namur

### I wojna światowa
Podczas I wojny światowej Pownall, wówczas komandor podporucznik, dowodził okrętem patrolowym USS „Vedette”, biorąc udział w operacjach eskortowych i przeciw okrętom podwodnym na Atlantyku i wodach europejskich, za co otrzymał Krzyż Marynarki Wojennej; uzasadnienie brzmiało następująco:

Za wyjątkową służbę podczas wykonywania swych obowiązków dowódcy USS „Vedette”, zaangażowanie w ważne, istotne i niebezpieczne działania przy transportowaniu i eskortowaniu wojsk i zaopatrzenia na wodach rojących się od nieprzyjacielskich okrętów podwodnych i min.

### Okres międzywojenny
W latach dwudziestych XX wieku komandor podporucznik Pownall był dowódcą niszczyciela USS „John D. Ford” (DD-228), a w okresie od 21 grudnia 1938 do 21 marca 1941 roku dowodził lotniskowcem USS „Enterprise” (CV-6).

### II wojna światowa
W czasie II wojny światowej, komandor, a następnie kontradmirał Pownall dowodził na Pacyfiku szybką grupą uderzeniową lotniskowców z USS „Yorktown” (CV-10) jako jego okrętem flagowym. Był dowódcą grupy uderzeniowej Task Force 15, która 18 września 1943 roku dokonała wstępnego bombardowania pozycji japońskich na wyspie Tarawa w archipelagu Wysp Gilberta przed desantem amerykańskim, który nastąpił w listopadzie.  
Jednakże wobec widocznego braku agresywności podczas rajdów bombowych na Minami Tori-shimę i Wyspy Marshalla, admirał Chester Nimitz postanowił zastąpić go Markiem Mitscherem.

## Gubernator
30 maja 1946 roku Pownall został wojskowym gubernatorem Guamu. Pomógł zorganizować pookupacyjny rząd wyspy, zaakceptował także flagę i godło Guamu.  Gdy w roku 1948 doszło do konfliktu z kongresem Guamu, Pownall mianował wielu kongresmanów według własnego uznania, czego mieszkańcy wyspy nie chcieli uznać. Dalsze protesty przekonały prezydenta Trumana, że należy odebrać marynarce kontrolę nad wyspą. Charles Pownall stał się tym samym ostatnim wojskowym gubernatorem Guamu.